# Sphaerosciadium
Sphaerosciadium là chi thực vật có hoa trong họ Apiaceae.